# Daigo (chanteur)
Pour les articles homonymes, voir Daigo (homonymie).
Daigo (officiellement écrit en majuscules : DAIGO), de son vrai nom Daigo Naitō (内藤 大湖, Naitō Daigo, né le 8 avril 1978 à Tokyo, au Japon), est un tarento et chanteur, solo en tant que Daigo Stardust ou en tant que Daigo, et en groupe avec Breakerz. Il fait partie de l'agence japonaise A-Plus. Il est le petit-fils de l'ancien Premier ministre japonais Noboru Takeshita et frère de la mangaka Eiki Eiki.

## Biographie

### Les débuts et Daigo☆Stardust
Il débute en 1998 au sein du groupe de glam rock JZEIL. trois ans plus tard, à leur séparation, il sort d'abord quatre singles en tant que DAIGO with the space toys, puis en 2003 il prend le pseudonyme DAIGO☆STARDUST en référence la période Ziggy Stardust de David Bowie, et sort sous ce nom deux albums et six singles durant les années suivantes sur le label Victor Entertainment. En 2006, il prend le nouvel alias DAIGO☆PUNK, qu'il n'utilise que pour des concerts, ne sortant pas de disques cette année-là.

### Breakerz
En 2007, il cesse ses activités solo pour former sur un autre label le groupe Breakerz, dont il est le chanteur. Ils sortiront cinq albums et ont été gratifiés d'un concert commun avec Acid Black Cherry pour les débuts, nommé Acid BREAKERZ Cherry 69-sixnine-. Dans les années 2010, il commence à tourner en parallèle en tant qu'acteur pour le cinéma et la télévision.

### Un nouveau départ
Le 19 juin 2013, Daigo annonce la reprise de sa carrière solo. En fait plus qu'une reprise, il reboot sa carrière solo, abandonnant Daigo☆Stardust pour ne garder que Daigo. Il explique ce choix par une volonté de prendre sa revanche sur l'échec de sa première carrière solo. Cette fois, il veut construire sa carrière à l'aide de trois piliers fondateurs qu'il a appelé le "Daigo mix": "faire de la bonne musique", "chanter de bonnes chansons", et "maintenir une bonne vie".
Son premier single いつも抱きしめて /無限∞REBIRTH (Itsumo Dakishimete / Mugen∞Rebirth) fait une entrée à la 8e place du classement Oricon tandique que son second, Butterfly/いま逢いたくて… (Butterflu/Ima Aitakute...) entre à la 7e place.
Depuis le 6 août 2013, il devient l'ambassadeur en relation publique de la préfecture de Shimane

### Les Collaborations
En 2008, Daigo participe au Nightmare of Halloween organisé par Vamps au ZEPP de Tokyo. En 2012, c'est au sein des Breakerz qu'il participe à la Halloween Party de Vamps en tant que 3e sur la tête d'affiche, et il rejoindra le groupe temporaire Halloween Junky Orchestra de Hyde. L'année suivante, il revient en solo et partage l'affiche en seconde position.
En 2010, il collabore avec Acid Black Cherry sur la reprise du titre 大都会 (Daitokai)(Crystal King, 1979) pour l'album de reprise Recreation 2.

## Discographies autres
Voir la page de Breakerz, Halloween Junky Orchestra

## Filmographie

### Séries
- 2003 : Stand Up!! - Shin
- 2009 : Love Shuffle (ラブ♥シャッフル) - Yukichi Oishi
- 2012 : STAND UP ! Vanguard - DAIGO (lui-même)
- 2016 : Higanbana (ヒガンバナ ~警視庁捜査七課~) - Kikuchi Kento
- 2016 : Kira Natsuko la chargée d'affaires (営業部長 吉良奈津子) - Ichijō Tatsuya
- 2022 : Invisible (インビジブル) - La Vie En Rose

### Films
- 2010 : Tu fais danser, l'été (君が躍る、夏) - Tomoya Ishiguro
- 2012 : Cardfight!! Vanguard (Neon Messiah ネオンメサイア) - DAIGO (lui-même)
- 2012 : Ultraman Saga (ウルトラマンサーガ) - Taiga Nozomu / Ultraman Zero (voix)
- 2018 : Une femme qui aime les mensonges (嘘を愛する女) - Kimura
- 2018 : Nisekoi - Claude Ringheart
- 2019 : L'œil de Fortuna (フォルトゥナの瞳) - Utsui Kazuyuki
- 2020 : Love Stage!! - Sena Shōgo
- 2024 : Kamen Rider Gotchard : The Future Daybreak - Ichinose Hōtarō (futur) / Kamen Rider Gotchard Daybreak (voix)

## Voxographie

### Films
- 2008 : Wanted : Choisis ton destin - Wesley Gibson (doublage japonais de James McAvoy)
- 2018 : Mission impossible : Fallout - August Walker (doublage japonais de Henry Cavill)

### Films d'animation
- 2009 : Détective Conan : Le Chasseur noir de jais - Mizutani Kōsuke
- 2012 : Cardfight !! Vanguard (Les 3 parties 3つのゲーム) - DAIGO (lui-même)
- 2015 : Thomas et ses amis : La Légende du trésor perdu - Ryan (doublage d'Eddie Redmayne)
- 2017 : Lou et l'Île aux sirènes - Esojima
- 2022 : Anpanman : Dororin et le carnaval corrompu - Roi démon Makkuro

### Séries d'animation
- 2011 : Cardfight !! Vanguard G: GIRS Crisis - DAIGO (lui-même)
- 2020 : D4DJ First Mix - Mitsuhashi Kū

### Séries
- 2023 : Kamen Rider Gotchard - Kamen Rider Gotchard Daybreak

## Émissions télés
- 『馬の王子様』 (Uma no Ojisama?) (quotidienne)
- Dai-Namo (quotidienne)
- ニコニコ生放送(WEB)『DAIGO P』 (Niconico live broadcast (web) "Daigo P"?) (mensuelle)
- BSフジ『カンニングのＤＡＩ安吉日！』 (BS Fuji "Kanningu no Daiankichijitsu?) (hebdomadaire)